# هيرب إدلمان
هيرب إدلمان (بالإنجليزية: Herb Edelman)‏ مواليد 05 نوفمبر 1933 في بروكلين، نيويورك، الولايات المتحدة - الوفاة 21 يوليو 1996 في لوس أنجلوس، كاليفورنيا، الولايات المتحدة، هو ممثل أمريكي بدأ مسيرته الفنية سنة 1963. امتدت مسيرته الفنية لأكثر من 32 عاما.

## الأعمال

### أفلام
- الطريق الذي كنا عليه (1973)
- جناح كاليفورنيا (1978)

### مسلسلات
| السنة | العمل               | الدور       |
| ----- | ------------------- | ----------- |
| 1971  | بيويتشد             |             |
| 1971  | ميشين إمبوسيبول     | فرانك ماسون |
| 1973  | أيرون سايد          |             |
| 1975  | أيام سعيدة          |             |
| 1975  | بارني ميلر          |             |
| 1978  | مسلسل ملائكة تشارلي | جوي جانيوري |
| 1984  | ترابر جون إم دي     |             |
| 1985  | ذا غولدن غيرلز      |             |
| 1987  | ماتلوك              |             |
| 1988  | الجميلة والوحش      |             |
| 1990  | نوتز لاندينغ        |             |
| 1992  | باتمان              |             |

## روابط خارجية
- هيرب إدلمان على موقع IMDb (الإنجليزية)
- هيرب إدلمان على موقع أول موفي (الإنجليزية)
- هيرب إدلمان على موقع قاعدة بيانات برودواي على الإنترنت (الإنجليزية)
- هيرب إدلمان على موقع قاعدة بيانات الأفلام السويدية (السويدية)
- هيرب إدلمان على موقع إن إن دي بي (الإنجليزية)
- هيرب إدلمان على موقع قاعدة بيانات الفيلم (الإنجليزية)